# Haaponeva
Haaponeva är en sumpmark i Finland.   Den ligger i landskapet Norra Österbotten, i den centrala delen av landet, 400 km norr om huvudstaden Helsingfors. Haaponeva ligger vid sjön Pirnesjärvi.